# Georges-François Godefroy de Framond
Georges-François Godefroy de Framond de La Framondie (né le 4 février 1733 à Grèzes, Lozère et mort le 28 septembre 1785 à Montargis) était un officier de la Marine française. Il a servi dans la guerre d'indépendance des États-Unis, et fut pour cela nommé membre de la Société des Cincinnati,.

## Biographie

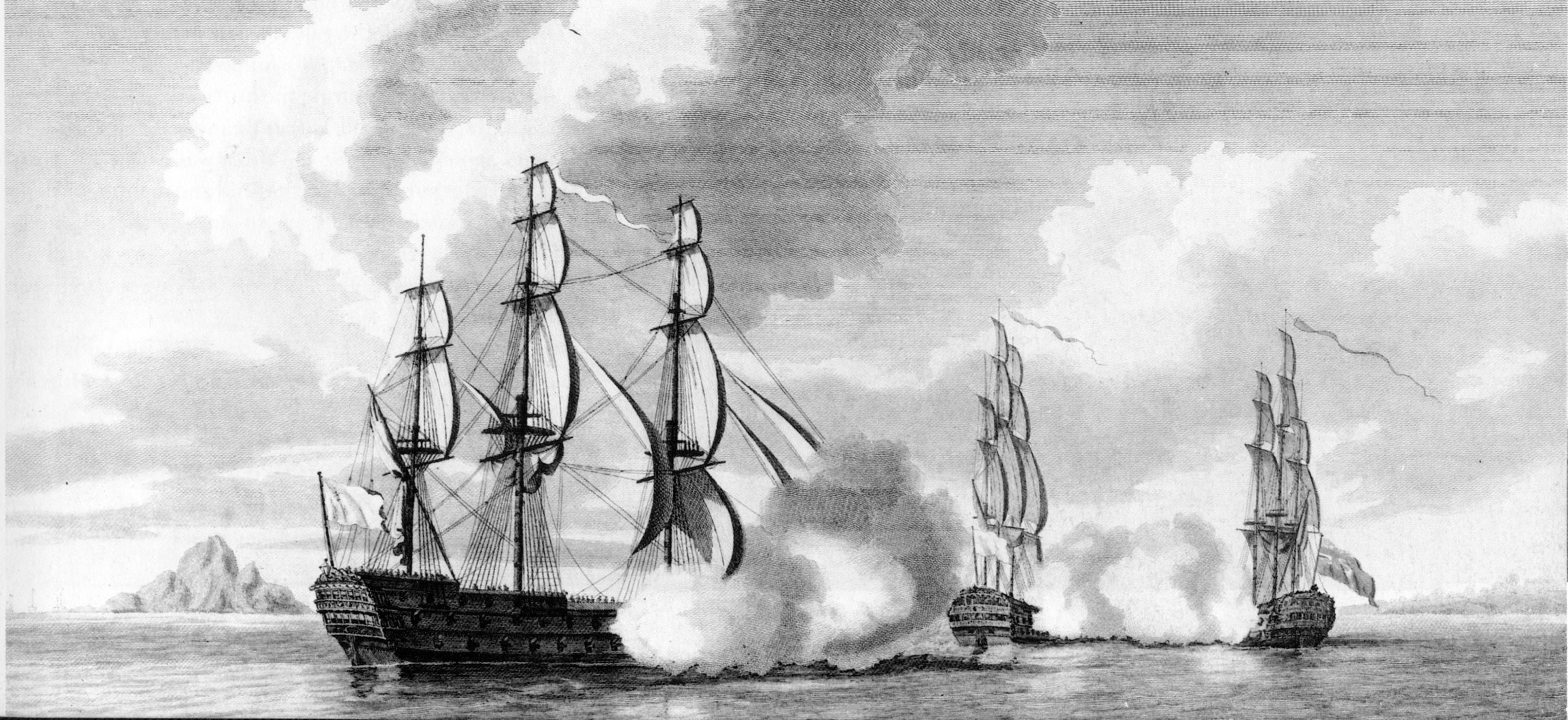
Bataille du canal de la Mona.

Georges-François de Framond de La Framondie est le fils de Jeanne Marie Élisabeth Césarine de Rochefort d'Ally, et de Louis François de Framond de Grèzes, colonel d'infanterie au régiment du Dauphin. La famille de Framond est une ancienne famille noble du Gévaudan. Ses frères Charles-Auguste de Framond de Grèzes et Étienne Aimé François de Framond de La Framondie s'engagent également dans la Marine au même moment. Georges-François de Framond rejoint la Marine comme garde de la Marine en 1748, à 15 ans. Il est promu lieutenant de vaisseau en 1757.
En 1765, il commande le chébec le Caméléon durant le bombardement de Larache, où il est blessé.
En 1770, il est fait chevalier de l'ordre de Saint-Louis . En 1773, George-François de Framond est premier officier sur le vaisseau le Protecteur, pour un voyage de Brest à Toulon. En 1776, il commande la frégate la Mignonne pour des missions vers la Grèce et Chypre.
Le comte de Framond est promu capitaine de vaisseau en 1778, et commande la Sultane. Il croise entre Chypre et Toulon, faisant office de ferry pour des détachements diplomatiques.
En 1780, il est le commandant du vaisseau de 64 canons le Caton, faisant partie de l'escadre sous les ordres du comte de Guichen. Le Caton est plus tard rattaché à l'escadre sous les ordres de François-Joseph de Grasse. Il prend part à la bataille de la Martinique le 17 avril 1780, ainsi qu'aux deux plus petits engagements du 15 et du 19 mai 1780.
À la Bataille de Fort-Royal, le 29 avril 1781, le Caton est un des quatre vaisseaux venus en renforts à l'escadre commandée par le comte de Grasse, aux côtés du Victoire, du Réfléchi et du Solitaire. Georges-François de Framond prend part à la bataille de la baie de Chesapeake le 5 septembre 1781, où il est blessé.
Le 24 mars 1782, il est promu chef de division. Le 9 avril, le Caton, avec le reste de l'avant-garde de la flotte sous les ordres du comte de Grasse, poursuit une petite flotte de vaisseaux britanniques durant lequel le vaisseau subit des avaries, ce qui, additionné à un manque de vent, conduit le comte de Framond à jeter l'ancre à Basse-Terre le lendemain sans autorisation de la hiérarchie. Quelques jours plus tard, le 19 avril 1782, le Caton est capturé durant la bataille du canal de la Mona, où les cinq vaisseaux sous les ordres du comte de Framond font face à douze vaisseaux britanniques sous les ordres de Sir Samuel Hood.
Georges-François de Framond est jugé par une cour martiale le 27 février 1783 et est déclaré coupable. Il est expulsé de la Marine et est emprisonné au château de Ham à vie,. Le 26 février 1785, il est libéré et est assigné à vivre à Saint-Jean-Pied-de-Port. Malade, on l'autorise à retourner vivre chez sa femme à Montargis. Il meurt en septembre de la même année,.